# Thomas Manegold

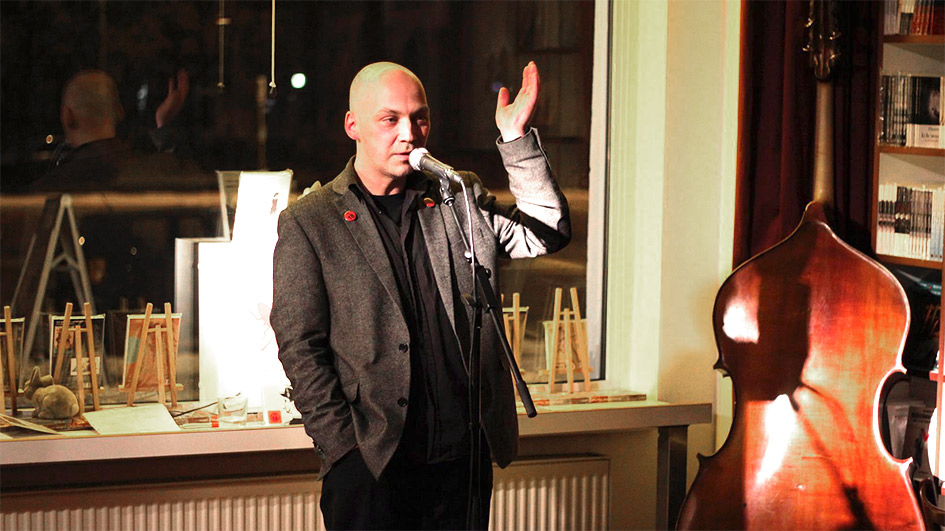
Thomas Manegold, Periplaneta Literaturcafé, Berlin 2013

Thomas Manegold (* 8. Juli 1968 in Saalfeld/Saale) ist ein deutscher Autor, Musiker, Musikproduzent und Mediengestalter.

## Leben
Thomas Manegold arbeitete nach Ausbildung und Abitur zunächst als Bühnentechniker am Theater Rudolstadt. Ab 1990 lebte er in Bayreuth und studierte hier Philosophie und Germanistik, war Bühnentechniker an der Studiobühne Bayreuth, Konzertveranstalter und DJ und Konzeptgeber bei La Nuit Obscure im Top Act in Zapfendorf und Mitbegründer der subKULTUR GbR. Er verfasste Artikel und Interviews für Musikzeitschriften und Lokalredaktionen und absolvierte eine Ausbildung zum Rundfunkjournalisten an der Akademie für neue Medien in Kulmbach. Seit 2004 lebt Manegold in Berlin und arbeitet als Produzent und Mediengestalter u. a. für den Periplaneta Verlag und für die Edition Subkultur, für deren Blogs er auch als Journalist und Redakteur tätig ist. Als DJ legt er regelmäßig bei seiner Veranstaltung Göttertanz auf.

## Künstlerisches Schaffen
Manegold veröffentlichte zwei Alben mit dem Industrial-Avantgarde-Projekt subHUMAN. 1999 erschien sein erster Lyrikband Sonnentod. Seine Bücher Ich war ein Grufti und Himmelsthor erschienen 2006 bzw. 2007 zunächst bei Edition PaperONE. Beim Periplaneta Verlag erschienen Ich war ein Grufti und Himmelsthor in Neuauflage sowie die Kurzgeschichtensammlung Morbus Dei und das Hörbuch Rattenfänger. Es folgten 2012 der Kurzgeschichtenband Morbus Animus, 2013 der Episodenroman Gespräche mit Goth und 2016 Heimathiebe, alle ebenfalls bei Periplaneta erschienen. Zudem ist er Herausgeber diverser Anthologien (u. a. die Vision-&-Wahn-Anthologien 1–3 und Wider die Masse).
Thomas Manegold ist als Autor und Moderator auf Lesebühnen präsent und geht regelmäßig auf Lesereisen, unter anderem mit seinem Programm Zungenspiel im Jahr 2010.  Seit 2005 liest er bei der monatlich stattfindenden Lesebühne Vision & Wahn. Seit 2012 ist er Mitglied der Berliner Lesebühne OWUL. 2014 stellte er sein neues Soloprogramm Der Schläfer in der Stadt vor. 2019 startet er als Veranstalter und Moderator die wöchentlich stattfindende Veranstaltungsreihe Tresenlesen.

## Werke
- Heimathiebe – Polemiken, Reime, Satiren. Buch & CD. Periplaneta Verlag, Berlin 2016, ISBN 978-3-95996-035-9.
- Gespräche mit Goth – Episodenroman. Buch. Periplaneta Verlag, Berlin 2013, ISBN 978-3-943412-06-2.
- Morbus Animus – Psychopathische Kurzgeschichten und Tiraden. Buch. Periplaneta Verlag, Berlin 2011, ISBN 978-3-940767-40-0.
- Himmelsthor – Lyrik aus zwei Jahrtausenden. Buch & CD. Periplaneta Verlag, Berlin 2010, ISBN 978-3-940767-34-9.
- Ich war ein Grufti – Ein Pamphlet für Eltern und missratene Kinder. Periplaneta Verlag, Berlin 2008, ISBN 978-3-940767-05-9.
- Morbus Dei – Ketzereien vom Rande des Universums. Periplaneta Verlag, Berlin 2007, ISBN 978-3-940767-01-1.
- Rattenfänger – Gehirnwäsche, Lyrik, Propaganda. Buch & CD. Periplaneta Verlag, Berlin 2010, ISBN 978-3-940767-47-9.
- Sonnentod – Die Orte des Wandels im Auge des Ankh. TranceForm, Bayreuth 1999, ISBN 3-00-005429-4.

## Veröffentlichungen in Anthologien
- Wider die Masse – 1. Subkultur Anthologie Buch, Edition Subkultur, Berlin 2020, ISBN 978-3-943412-96-3
- Mit euch möchten wir alt werden: 30 Jahre Berliner Lesebühnen Buch, Satyr Verlag, Berlin 2018, ISBN 978-3947106-14-1
- Die Einsamkeit des Hurenkindes – Vision & Wahn Lesebühnen Anthologie Vol. 3. Buch, Periplaneta Verlag, Berlin 2017, ISBN 978-3-959960-75-5
- Schindluder und Moralapostel – Vision & Wahn – Anthologie Vol. 2. Buch, Periplaneta Verlag, Berlin 2013, ISBN 978-3-943876-63-5
- The Sycamore Tree & Friends – Nautilus. Buch mit CD, Periplaneta Verlag, Berlin 2013, ISBN 978-3-943876-56-7
- Frankfurter Bibliothek – Jahrbuch für das neue Gedicht. Brentano-Gesellschaft, Frankfurt/Main 2008, ISBN 978-3-933800-26-8
- Terrorchromosom – Tell me Y – Eine Männer-Anthologie. Hörbuch, Periplaneta Verlag, Berlin 2008, ISBN 978-3-940767-15-8
- Vision & Wahn – Anthologie Vol. 1. Buch & CD, Periplaneta Verlag, Berlin 2008, ISBN 978-3-940767-17-2